# ニケニケ・ヴロバラヴ

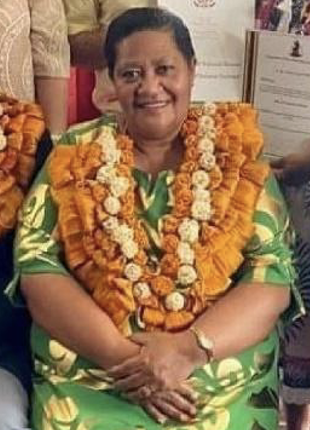
リマ・ヴロバラヴ夫人

ニケニケ・ヴロバラヴ（Nikenike Vurobaravu、1964年 - ）は、バヌアツの政治家、外交官。バヌア・アク党所属。フィジーの高等弁務官を務めたのち、2022年7月23日に大統領に就任した
。姓はブロバラブ、ヴロバラブ
やヴロバラヴォ
(Vurobaravo)とも表記される。

## 経歴
1964年、サンマ州マロ島出身。1977年に南太平洋大学を卒業後、オーストラリアでも教育を受けた。1993年に英国ウェストミンスター大学より外交学修士号を取得し、太平洋諸島フォーラムやアジア開発銀行、アジア太平洋経済社会委員会において要職を経験した。また、2008年から2010年まではバヌアツ首相官邸の政治顧問を務めた。
2014年にはフィジーにおけるバヌアツ初の駐留高等弁務官となり、フィジーのエペリ・ナイラティカウ大統領が信任状を接受した。2015年にバヌアツ政府の命令で一度本国に帰還したが、2017年に再び駐フィジー高等弁務官に任命され、ジオジ・コンロテ大統領に信任状を捧呈した。
2022年7月6日、タリス・オベド・モーゼス大統領が5年の任期を終え退任し、7月21日に大統領選挙が行われることとなった。13人の候補者の一人となったヴロバラヴは7月23日の第8回投票にて58人からなる選挙人団（国会議員52名および6州知事 
）から48票を獲得し、新大統領に選出された。
2022年8月14日、議会での不信任決議案採決を16日に控え失職の危機に直面していたボブ・ラフマン首相がヴロバラヴに対し議会を解散するよう要請。ヴロバラヴは16日にこれを拒否し、また議会は定足数不足のため不信任案を採決できなかったため、19日に採決延期を余儀なくされた。しかしヴロバラヴはその前日、18日に議会を解散した。野党指導者のラルフ・レゲンヴァヌら不信任決議案の署名者27名は22日、解散の合憲性について最高裁判所に審理を要請した。訴状にはヴロバラヴが被告人に含まれていたが、最高裁にて24日に開かれた審理では違憲審査の範囲が広すぎるとしてヴロバラヴを被告人から外すようヴィンセント・ルナベック首席判事が原告団に指示した。9月9日、最高裁判所はヴロバラヴによる8月18日の議会解散を合憲と判断し、10月13日の解散総選挙実施が確定した。総選挙でヴロバラヴ出身のバヌア・アク党と穏健政党連合が52議席中7議席ずつを獲得し、11月4日に穏健政党連合のイシュマエル・カルサカウが首相に就任した。
しかしその後も短命政権が続き、2024年11月18日、シャーロット・サルウェイ首相が議会での不信任決議採択の危機に瀕している中、ヴロバラヴが議会解散を行った。2025年1月16日の総選挙ではバヌアツ指導者党が11議席で第1党となり、バヌア・アク党は7議席で2位となった。